# 500 Grammes de foie de veau
Pour plus de détails, voir Fiche technique et Distribution.
500 Grammes de foie de veau est un court métrage français réalisé par Henri Glaeser, sorti en 1977.

## Synopsis
Une jeune femme a été surprise en train de dérober 500 grammes de foie de veau : le lendemain, elle relate l'incident à un ami.

## Fiche technique
- Titre : 500 Grammes de foie de veau
- Réalisateur : Henri Glaeser
- Scénario : Henri Glaeser et Suzanne Taragano
- Photographie : Sacha Vierny
- Son : Guy Chichignoud
- Montage : Henri Glaeser
- Pays d'origine :  France
- Durée : 15 minutes
- Date de sortie : 1977

## Distribution
- Hélène Vallier

## Distinctions
- 1978 : César du meilleur court métrage de fiction